# Franciscan-Komplex

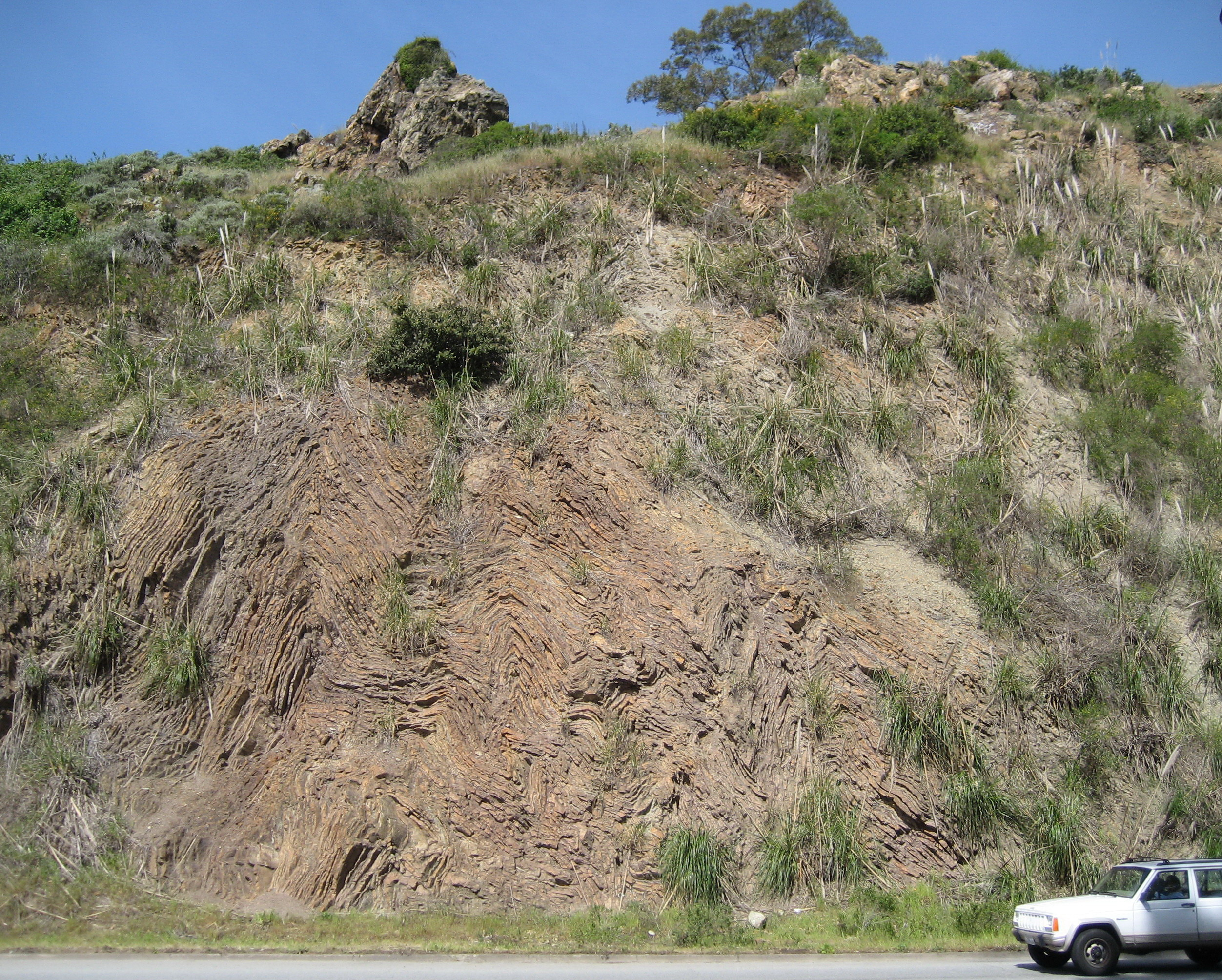
Straßeneinschnitt mit stark gefalteten, radiolarienreichen Cherts. Glen Canyon Park, San Francisco

Der Franciscan-Komplex (auch Franciscan Formation, Franciscan Group, Franciscan Assemblage, Franciscan Series) ist eine aus sehr verschiedenartigen Gesteinen aufgebaute, mehr als tausend Kilometer lange Gesteinseinheit an der Westküste von Nordamerika von Oregon im Norden bis nach Südkalifornien, die auch große Teile der San-Francisco-Halbinsel aufbaut. Seinen Namen verdankt das Terrane dem Geologen Andrew Cowper Lawson, der auch die San-Andreas-Verwerfung benannte, die den Komplex durchzieht.

## Gesteinsinhalt und Tektonik
Der Franciscan-Komplex besteht aus sehr verschiedenartigen Gesteinen. Vertreten sind mafische vulkanische Gesteine („Greenstones“), Tiefsee-Hornsteine, grauwackenartige Sandsteine, Kalksteine, Serpentinite, Tonschiefer und metamorphe Gesteine, alle gestört, zerschuppt und auf chaotisch erscheinende Weise vermischt (tektonische Mélange).
Der Komplex ist der Hauptbestandteil der Kalifornischen Küstengebirge. Die bemerkenswerte tektonische Faltung und Schuppung der aufeinander gestapelten Schichten sind ein Abbild der plattentektonischen Kräfte, die die Küstengebirge der amerikanischen Westens schufen. Die Vergesellschaftung des Komplexes mit den Ophiolithen der Coast Range und den Gesteinen des Great Valley entstand als Akkretionskeil durch die Subduktion der pazifischen, überwiegend ozeanischen Kruste unter Nordamerika sowie die Einbeziehung in die Seitenverschiebung entlang der San-Andreas-Verwerfung und der sie begleitenden Störungen.

## Prähistorische Werkzeuge aus franciscanischem Feuerstein
Archäologische Funde von prähistorischen indianischer Steinwerkzeugen aus franciscanischem Feuerstein in den westlichen USA beweisen, dass das Material über größere Strecken gehandelt wurde und dass also schon zu dieser Zeit ein Handelsnetzwerk zwischen den verschiedenen Stämmen existierte. Ein Beispiel dafür sind entsprechende Funde in Zentralkalifornien, die einen Handel der Stämme in der San Francisco Bay Area mit den Chumash belegen.